# Београдско пролеће 2022.
Београдско пролеће 2022. је српски такмичарски фестивал забавне и популарне музике. Одржан је 29. априла 2022. године у београдској Комбанк дворани.
Организатори овог издања фестивала су Комбанк дворана, Радио-телевизија Србије и медијска компанија Color Press Group.
Водитељи манифестације били су глумци Милена Васић и Срђан Тимаров. Директан пренос могли су да прате гледаоци канала РТС 1 и РТС Свет, али и слушаоци Првог програма Радио Београда.
У РТС клубу је од 20. априла до 6. маја 2022. била постављена изложба посвећена дотадашњој историји фестивала Београдско пролеће. Изложба је носила назив Почнимо љубав испочетка, по нумери коју је Бети Ђорђевић извела на Београдском пролећу 1976. године.

## Конкурс за такмичарске нумере
Конкурс за такмичарске нумере био је отворен од 5. јануара до 15. фебруара 2022. године. Условима конкурса било је прописано да пријављена дела:
- морају да буду нова тј. не смеју да буду јавно извођена или промовисана пре фестивала;
- морају да имају текст на српском језику, без обзира на дијалект и наречја;
- не смеју да трају дуже од четири минута.[5]

На конкурс је пристигло близу 300 нумера. Одабир осамнаест које ће се такмичити вршила је селекторска комисија у саставу:
- Ана Рогљић, музичка уредница РТС-а;
- Марко Ђорђевић, уредник Музичке продукције РТС-а задужен за џез и забавну музику;
- Марко Спалевић, уредник Накси радија;
- Бранко Кланшчек, уметнички директор Београдског пролећа.[6]

Списак изабраних песама објављен је 16. марта 2022. на конференцији за медије, одржаној у холу Комбанк дворане. Првобитно се на том списку налазила и нумера Нисмо ми исти, коју је требало да изведе Бојана Машковић. Међутим, деветнаестог априла је дошло до измене такмичарског програма и место Машковићеве је преузела Angellina с песмом Меланхолија. Такође, накнадно је промењена и изабрана песма Кристијана Рахимовског — он је извео Атлантиду уместо првобитно најављене Вјетар у једра. Редослед извођења нумера објављен је на дан одржавања фестивала.

### Изабране нумере
| #   | Извођач                      | Песма            | Композитор                   | Текстописац               |
| --- | ---------------------------- | ---------------- | ---------------------------- | ------------------------- |
| 1.  | Филип Жмахер                 | Опрости ми       | Владимир Марковић            | Владимир Марковић         |
| 2.  | Борис Пинговић               | Живот            | Борис Пинговић               | Борис Пинговић            |
| 3.  |                              | Меланхолија      |                              |                           |
| 4.  | Игор Симић                   | Пожури           | Матија Заната                | Матија Заната, Игор Симић |
| 5.  | Јасна Госпић                 | Бели град        | Јасна Госпић                 | Јасна Госпић              |
| 6.  | Давор Јовановић              | Живот            | Давор Јовановић              | Давор Јовановић           |
| 7.  | Ладо Лесковар                | Београд, ти и ја | Драгољуб Илић Илке           | Светислав Вуковић         |
| 8.  | Сашка Јанковић               | Тиркиз           | Филип Џонатан                | Сашка Јанковић            |
| 9.  | Дејан Најдановић Најда       | После тебе       | Дејан Најдановић Најда       | Дејан Најдановић Најда    |
| 10. | Маја Сар                     | Љубав            | Маја Сар                     | Маја Сар                  |
| 11. | Лукијан Ивановић             | Да знаш          | Лукијан Ивановић             | Адријана Цвијетић         |
| 12. | Бојан Маровић                | Живим за нас     | Душан Алагић и Бојан Маровић | Бојан Маровић             |
| 13. | Кристијан Рахимовски         | Атлантида        | Душан Бачић и Дејан Николић  | Душан Бачић               |
| 14. | Борис Режак                  | Ластавица        | Беба Балашевић               | Беба Балашевић            |
| 15. | Мирза Селимовић              | Плакаћеш         | Василис Гаврилидис           | Јелена Трифуновић         |
| 16. | Бојана Стаменов и Марко Тоља | Када кажеш љубав | Урош Теофиловић              | Андреја Пауновић          |
| 17. | Тони Цетински                | Чувам љубав      | Амил Лојо                    | Тони Цетински и Амил Лојо |
| 18. | Жељко Васић                  | Компањеро        | Предраг Марић                | Предраг Марић             |
| —   | Бојана Машковић              | Нисмо ми исти    | Александар Филиповић         | Бојана Машковић           |